# Albert Schröder (Kunsthistoriker)
Albert Karl Heinrich Julius Schröder (* 12. Juni 1898 in Hamm; † nach 1943) war ein deutscher Kunsthistoriker, Kurator und Museumsleiter.

## Leben
Schröder studierte an der Universität Münster Kunstgeschichte und wurde 1924 wurde zum Thema Die Bedeutung des Klosters Grafschaft für die westfälische Plastik des 17. und 18. Jahrhunderts promoviert. Bis 1929 war er Kurator im König-Albert-Museum in Zwickau. Danach war Schröder im Stadtgeschichtlichen Museum Leipzig als wissenschaftlicher Mitarbeiter tätig. Hier betreute er die Porträtsammlung, die fotografische Sammlung sowie die Goldschmiedearbeiten.
Er wurde zum 1. Mai 1942 Direktor der Oberelsässischen Kunsthalle und des Stadtmuseums in Mülhausen im Elsass, nachdem er für letzteres bereits 1933 die Schriftleitung übernommen hatte. Durch Verfügung des Präsidenten des örtlichen Zivilgerichts vom 31. März 1945 wurde sein persönliches Eigentum gegen Ende des Zweiten Weltkriegs beschlagnahmt.

## Veröffentlichungen (Auswahl)
- Katalog der Plastik-Sammlung (= Veröffentlichung des König-Albert-Museums der Stadt Zwickau i. Sa. Band 1). Zwickau i. Sa. 1927, DNB 580341666.
- Die Bedeutung des Klosters Grafschaft für die westfälische Plastik des 17. und 18. Jahrhunderts. [Dissertation]. Abgedruckt in: Zeitschrift für vaterländische Geschichte und Altertumskunde 85 (1928), ZDB-ID 201422-1, S. 126–192.
- Alte Goldschmiedearbeiten aus dem westlichen Erzgebirge, Vogtland, Zwickau und weiterer Umgebung (= Veröffentlichung des König-Albert-Museums der Stadt Zwickau i. Sa. Band 3). Zwickau i. Sa. 1929, DNB 362674493.
- mit Gerd Dettmann: Die bremischen Gold- und Silberschmiede (= Veröffentlichungen aus dem Staatsarchiv der freien Hansestadt Bremen. Band 7). Winter, Bremen 1931, DNB 363918396.
- Die Plastik. Erster Teil 1350–1550 (= Veröffentlichungen des Stadtgeschichtlichen Museums zu Leipzig. Band 1). Stadtgeschichtliches Museum, Leipzig 1931, DNB 363167684.
- Burgen und Schlösser im unteren Zschopautal (= Geschichtliche Wanderfahrten. Band 18). Heinrich, Dresden 1931, DNB 362674485.
- Burgen und Schlösser im oberen Zschopautal (= Geschichtliche Wanderfahrten. Band 23). Heinrich, Dresden 1932, DNB 362674477.
- Leipziger Goldschmiede aus fünf Jahrhunderten (1350–1850) (= Schriften des Vereins für die Geschichte Leipzigs. Band 17/18). Verein für die Geschichte Leipzigs, Leipzig 1935, DNB 365079197.
- Das alte und das neue Leipzig. Bilder aus 4 Jahrhunderten. Eichblatt, Leipzig 1936, DNB 576116602.
- Deutsche Ofenplatten (= Meyers bunte Bändchen. Band 32). Bibliographisches Institut, Leipzig 1936, DNB 362674507.
- Schlösser der Heide. I. Die Schlösser der Dübener Heide (= Aus Geschichte und Kultur der Heide. Heimatkundliche Schriften. Band 1). Streubel, Düben 1938, DNB 363167692.
- Bemalter Hausrat in Nieder- und Ostdeutschland. Schwarzhäupter-Verlag, Leipzig 1939, DNB 362343039.
- Bildnisse zur nordelbischen Kulturgeschichte aus mitteldeutschem Besitz. In: Die Heimat. Monatsschrift für schleswig-holsteinische Heimatforschung und Volkstumspflege (1940), Nr. 11, S. 180–182 (Digitalisat).
- als Hrsg.: Der Sundgau. Einzeldarstellungen zur Kultur und Kunst des Sundgaus. Band 1–5. Braun & Co., Mülhausen/Elsass, 1940–ca. 1944.
- Meisterliches Kunsthandwerk im Sundgau (= Der Sundgau. Einzeldarstellungen zur Kultur und Kunst des Sundgaus. Band 2). Braun & Co., Mülhausen/Elsass 1943.